# Prozvenella bangalorensis
Prozvenella bangalorensis är en insektsart som beskrevs av Desutter-grandcolas, Metrani och Nambiyath Puthansurayil Balakrishnan 2003. Prozvenella bangalorensis ingår i släktet Prozvenella och familjen syrsor. Inga underarter finns listade i Catalogue of Life.